# Замошенский Казанский монастырь
Замошенский Казанский монастырь — упразднённый старообрядческий женский монастырь, действовавший в слободе Замошье Радомысльского уезда (ныне в Зоне отчуждения Чернобыльской АЭС) с начала XIX века по 30-е года XX века.

## История
Монастырь основан в начале XIX века. В 1834 году помещик Александр Иванович Ходкевич дарит обители 2 десятины и 450 саженей земли. В 1834 году в монастыре проживает 40 насельниц.
В 1863 году монастырь страдает от пожара, уничтожившего все постройки на его территории. Это могло стать причиной его закрытия, потому что законы запрещали строить новые постройки в старообрядческих монастырях без разрешения правительства, но вопрос удалось разрешить благодаря благосклонности киевского генерал-губернатора. В 1889 году в монастыре проживало 65 насельниц. В 1899 году их было всего 29.
В 1930-х годах монастырь был закрыт властями. В 1936 году в монастырской церкви открыли клуб. Во время Великой Отечественной войны немцы устроили над ней наблюдательную вышку, а внутри разместили конюшню, но в то же время не препятствовали людям молиться в тёплой монастырской моленной. По возвращении советских войск в моленной открыли школу, а верующие собирались по домам. В 1986 году во время эвакуации имущество моленной забрали в село Лубянка, а затем передали в киевскую Успенскую церковь.